# Авксанометр
Авксанометр — прибор для изучения роста растений.
Изучать рост растений можно при помощи линейки с нанесенными на неё делениями. При более тщательных и мелких измерениях употребляется горизонтально поставленный микроскоп. Наконец, употребляются самозаписывающие приборы — авксанометры различного устройства.
На прилагаемом рисунке изображен один из видов. К верхушке исследуемого растения прикрепляется нить с грузиком, перекинутая через блок. По мере роста растения блок повертывается. Это часто незначительное движение увеличивается при помощи прикрепленного к блоку колеса, через которое перекинута нить с грузами на концах. На одном конце нити укреплена стрелка. Последняя прикасается к вращающемуся барабану, обвёрнутому бумагой, покрытой сажей, и чертит на нем кривую, выражающую собой скорость роста взятого растения за известное время.
В настоящее время (2010) подобные приборы практически не употребляются.